# Catweasel

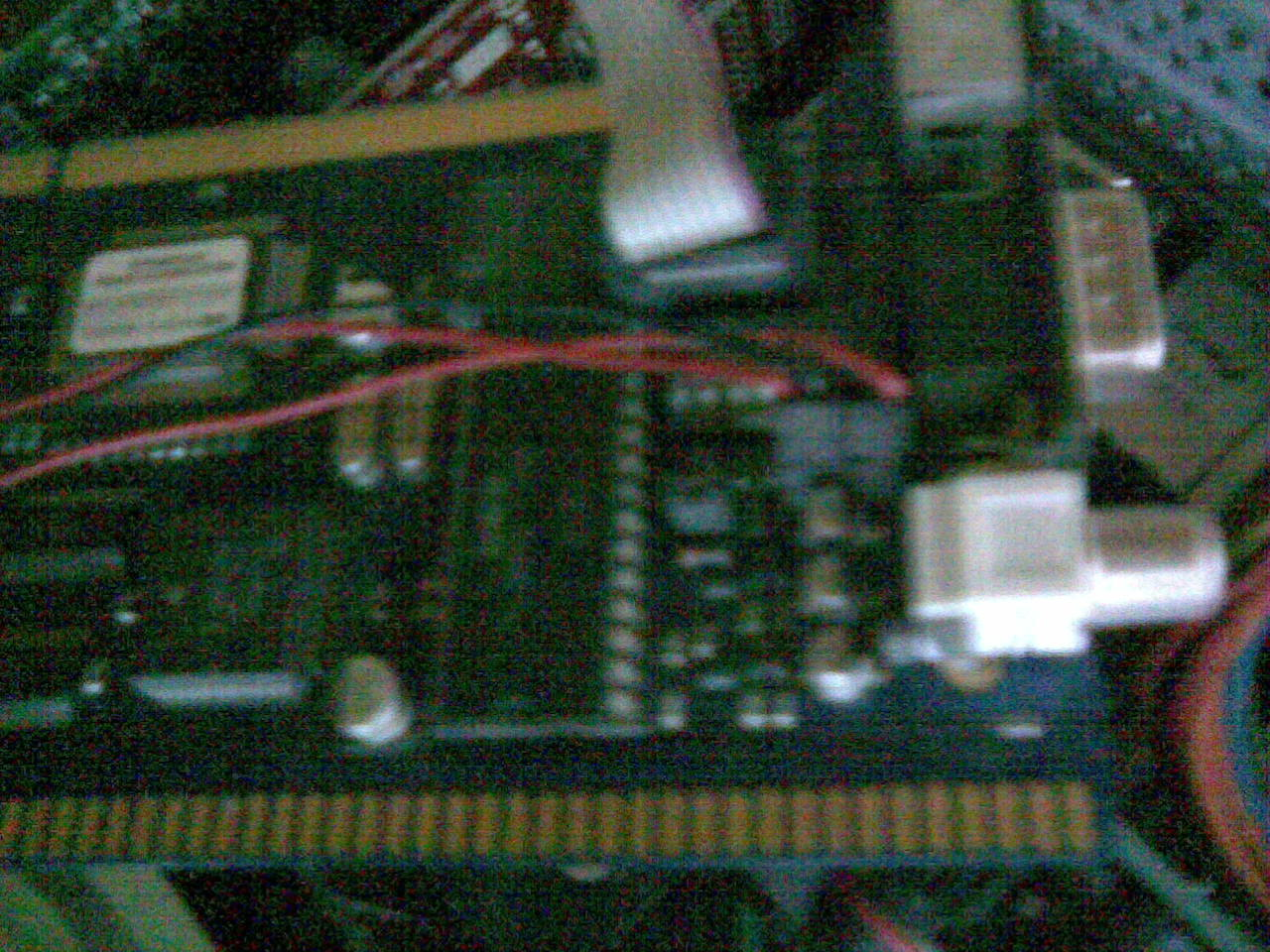
Egy Catweasel Mk3 részlete

A Catweasel egy a német Individual Computers által gyártott hajlékonylemez vezérlő (floppy-disk controller, FDC) család. E vezérlők arra lettek kitalálva, hogy a PC-ken kívül számos korabeli számítógép régebbi, nem-szokványos lemezformátumait is kezelni tudja szabványos floppy-meghajtók használatával.

## Alapelv
Az IBM-kompatibilis PC-kben alkalmazott floppy-vezérlő a NEC 765A volt. A technológia fejlődésével e gépek leszármazottai alapvetően ennek a chipnek a bővített változatait használták. A többi gyártó, különösen a Commodore vagy a korai Apple olyan hajlékonylemez formátumokat használt, melyeket nem ismert fel, nem tudott még csak dekódolni sem a NEC 765A, annak ellenére, hogy a meghajtók szerkezeti felépítése többé-kevésbé megfelelt annak, amit a PC-kben használtak. A Catweasel arra lett kitalálva, hogy az ezekhez az alacsony szintű („low-level”) formátumokhoz szükséges hardvert emulálja, utánozza.
A Catweasel egyedi meghajtó-interfészt nyújt, az adott számítógépbe építetten kívül. Szabványos floppy meghajtók csatlakoztathatók hozzá, melyek szabványos és nem-szabványos formátumai is olvashatókká válnak az egyedi szoftveres meghajtóprogramok révén.
Támogatott formátumok:
| System                  | Floppy | Size                   |
| ----------------------- | ------ | ---------------------- |
| Amiga                   | 3.5"   | 880, 1760 KB           |
| Apple Macintosh         | 3.5"   | 400, 800, 720, 1440 KB |
| MS-DOS                  | 3.5"   | 720, 1440 KB           |
| MS-DOS                  | 5.25"  | 360, 720, 800, 1200 KB |
| Atari ST                | 3.5"   | 360, 720, 800, 1440 KB |
| Atari 800 XL            | 5.25"  | 130, 180 KB            |
| Apple II                | 5.25"  | 140 KB                 |
| Commodore 1541          | 5.25"  | 170 KB                 |
| Commodore 1571          | 5.25"  | 170, 341 KB            |
| Commodore 1581          | 3.5"   | 800 KB                 |
| Catweasel Extra         | 3.5"   | 1160, 2380 kB          |
| Nintendo backup station | 3.5"   | 1600 KB                |

## Változatai
A Catweasel legelső változatát 1996-ban mutatták be, mely aztán számos módosuláson esett át. Az Amiga 1200-höz készült Mk1 és az Amiga 4000-hez fejlesztett Mk2 utolsó darabjai 2001 októberében fogytak el. Az Mk3 PCI-csatolóval rendelkezett és 2004 közepén fogyott ki a készlet. Az utolsó változat az Mk4 volt, de közben, 2006-ban az Mk2 megért egy különleges 10-éves jubileumi kiadást.

### Mk1
A Catweasel eredeti változata, melyet 1996-ban mutattak be amigákra és két változata volt, Amiga 1200-re és Amiga 4000-re. Az A1200 esetén a kártya az ún. clock portra csatlakozott, míg az A4000 esetén az alaplapi IDE-csatlakozóhoz volt illeszthető, mely utóbbi kártya a merevlemezek számára fontos jeleket átengedte magán, így azok továbbra is csatlakoztathatók maradtak a rendszerhez.

### ISA
A Catweasel vezérlő egyik változata ISA-csatolóval készült, annak érdekében, hogy MS-DOS alatt működve adjon lehetőséget PC-n a nem-szabványos floppy-formátumok kezelésére. Egyedi DOS-parancsok szolgáltak az interfész használatára. A kártyához létezik Windows meghajtóprogram is.

### Mk2 és Mk2 Anniversary Edition
A Catweasel Mk2 az eredeti verzió újratervezett változata volt, mely egy termékben egyesítette az A1200 és A4000 verziókat. Az Mk2 olyan népszerű volt, hogy 2006-ban - egy csak minimális frissítéssel ellátott - speciális jubileumi kiadást készítettek, új nyomtatott áramköri lappal (PCB).

### Z-II
Ez a változat egy Zorro II bővítmény volt, mely egyesítette az Mk2 vezérlőt a cég egy másik termékével, a Buddha IDE merevlemez interfésszel, így egy kártyán nyújtott floppy- és merevlemez-vezérlőt.

### Mk3
A Catweasel Mk3 egy kártyán valósít meg csatlakozást akár PCI, akár Zorro II, akár clock port intefészekhez. Ezeken felül a kártyán van egy Commodore 64 SID chip fogadására alkalmas foglalat, valamint egy Amiga 2000 billentyűzet, illetve két 9-tűs - Atari 2600 "szabványos" - joystick csatlakozó.

### Mk4 és Mk4plus
A Catweasel Mk4-et hivatalosan 2004. július 18-án jelentették be, de határidőcsúszások és gyártói kapacitásproblémák miatt mégsem tudott piacra kerülni 2005. február elejéig.
Ez a változat már szabadon újrakonfigurálható FCPGA chipet használ. Az Mk4/Mk4+ meghajtóprogramja (driver) a bootolás elején tölti fel a az FCPGA mikrokódját, így könnyen frissíthetővé teszi a hardver cseréje nélkül.
Drivere létezik hivatalosan Windowsra és nem-hivatalosan Linuxra.

## Fordítás
- Ez a szócikk részben vagy egészben  az   Individual Computers Catweasel című angol Wikipédia-szócikk fordításán alapul.  Az eredeti cikk szerkesztőit annak laptörténete sorolja fel. Ez a jelzés csupán a megfogalmazás eredetét és a szerzői jogokat jelzi, nem szolgál a cikkben szereplő információk forrásmegjelöléseként.